# Form (biologi)
Inom botaniken avser begreppet form (eller forma) en rang under art. Hierarkiskt står den också under underart och varietet.
Form användes mest förr om särpräglade avvikelser inom en art. Oftast särskiljs formen genom en enda unik karaktär. De rör sig ofta om blomfärg eller karaktär hos blad eller växtsätt. Former har samma geografiska utbredning som arten i övrigt. I praktiken finns sällan någon användning för rangen och historiskt har den ofta, felaktigt, används på samma sätt som begreppet kultivar. Form används allt mer sällan inom systematisk botanik.
Form förkortas vanligen f., mer sällan fo..